# Линкольн (округ, Орегон)
Округ Линкольн (англ. Lincoln County) располагается в США, штате Орегон. По состоянию на 2010 год, численность населения составляла 46 034 человек. Был официально образован 20 февраля 1893 года, получил своё название по имени 16-го президента США Авраама Линкольна.

## География
По данным Бюро переписи США, общая площадь округа равняется 3092 км², из которых 2538 км² суша и 554 км² или 17,95 % это водоёмы.
Города: Уолдпорт.

### Соседние округа
- Тилламук (Орегон) — север
- Полк (Орегон) — восток/юго-восток
- Бентон (Орегон) — восток
- Лейн (Орегон) — юг/юго-восток

## Демография
По данным переписи населения 2000 года в округе проживает 44 479 жителей в составе 19 296 домашних хозяйств и 12 252 семьи. Плотность населения составляет 18 человек на км². На территории округа насчитывается 26 889 жилых строений, при плотности застройки 11 строений на км². Расовый состав населения: белые — 90,59 %, афроамериканцы — 0,30 %, коренные американцы (индейцы) — 3,14 %, азиаты — 0,93 %, гавайцы — 0,16 %, представители других рас — 1,66 %, представители двух или более рас — 3,23 %. Испаноязычные составляли 4,76 % населения.
В составе 24,40 % из общего числа домашних хозяйств проживают дети в возрасте до 18 лет, 49,50 % домашних хозяйств представляют собой супружеские пары проживающие вместе, 10,00 % домашних хозяйств представляют собой одиноких женщин без супруга, 36,50 % домашних хозяйств не имеют отношения к семьям, 29,30 % домашних хозяйств состоят из одного человека, 12,70 % домашних хозяйств состоят из престарелых (65 лет и старше), проживающих в одиночестве. Средний размер домашнего хозяйства составляет 2,27 человека, и средний размер семьи 2,75 человека.
Возрастной состав округа: 21,40 % моложе 18 лет, 6,50 % от 18 до 24, 23,50 % от 25 до 44, 29,00 % от 45 до 64 и 19,50 % от 65 и старше. Средний возраст жителя округа 44 года. На каждые 100 женщин приходится 94,00 мужчин. На каждые 100 женщин старше 18 лет приходится 90,10 мужчин.
Средний доход на домохозяйство в округе составлял 32 769 USD, на семью — 39 403 USD. Среднестатистический заработок мужчины был 32 407 USD против 22 622 USD для женщины. Доход на душу населения был 18 692 USD. Около 9,80 % семей и 13,90 % общего населения находились ниже черты бедности, в том числе — 19,50 % молодежи (тех кому ещё не исполнилось 18 лет) и 7,20 % тех кому было уже больше 65 лет.